# Adoretus excisus
Adoretus excisus är en skalbaggsart som beskrevs av Ohaus 1914. Adoretus excisus ingår i släktet Adoretus och familjen Rutelidae. Inga underarter finns listade i Catalogue of Life.